# 1956-os cannes-i filmfesztivál
A 9. Cannes-i Nemzetközi Filmfesztivál 1956. április 23. és május 10. között került megrendezésre, Maurice Lehmann francia filmrendező elnökletével. A rendezvényen 39 nagyjátékfilmet és 37 rövidfilmet tűztek műsorra.
A filmseregszemle úttörő szerepet vállalt fel azzal, hogy három, egész estét betöltő dokumentarista film is elismerésben részesült: Cousteau kapitánytól A csend világa (Arany Pálma), egy indiai remekmű, a Pather Panchali (a humánus dokumentum díja), valamint a Picasso rejtélye (a zsűri különdíja). Ingmar Bergman svéd forgatókönyvíró és filmrendező (Egy nyári éj mosolya) ebben az évben szerezte meg első elismerését Cannes-ban, a fura elnevezésű költői humor díját. A legjobb rendezés díja viszont a szovjet Szergej Jutkevicset illette Otelló című filmdrámájáért.
A rendezők közül immár megszokottá vált Vittorio De Sica jelenléte (A tető); először vett részt a fesztiválon Kuroszava Akira (Ikimono no kiroku). A színészek között látható volt Nino Manfredi és Gino Cervi (Szerelmesek), a szépséges Michèle Morgan Marie-Antoinette, Franciaország királynéja szerepében, Rod Steiger és Humphrey Bogart (Annál súlyosabb a bukásuk…), valamint A szürke öltönyös férfi, Gregory Peck.
Három magyar alkotást mutatnak be: a nagyjátékfilmek között Fábri Zoltán Körhinta című alkotását, Törőcsik Marival és Soós Imrével a főszerepekben, a rövidfilmek között pedig Kollányi Ágoston Kati és a vadmacska, valamint Banovich Tamás Cigánytánc című opusait. Negyedszer – utoljára – indított versenyfilmet Cannes-ban a magyar származású spanyol rendező, Ladislao Vajda (Vajda László) (Tarde de toros).
Az 1956. évi fesztiválhoz kötődik a rendezvény történetének talán legnagyobb botránya: Alain Resnais Sötétség és köd (Nuit et Brouillard) című rövidfilmjét, a nyugatnémet nagykövet kérésére, a francia külügyminisztérium kivetette a versenyprogramból, hogy ne akadályozza a német-francia megbékélést. Resnais filmje egyike – sokak szerint legjobbika – volt a holokausztot, a náci koncentrációs és haláltáborokat bemutató dokumentumfilmeknek. A cenzúra ennyire nyilvánvaló alkalmazása élénk tiltakozást váltott ki mind Franciaországban, mind pedig Nyugat-Németországban
A fesztivál mellett még egy nagyszabású esemény vonta magára a figyelmet a Côte d’Azur-ön: Grace Kelly színésznő monacói hercegné lett.

## Zsűri
Elnök: Maurice Lehmann (filmrendező – Franciaország)

### Versenyprogram
- Arletty, színésznő –  Franciaország
- Domenico Meccoli, újságíró –  Olaszország
- Henri Jeanson, író –  Franciaország
- Jacques-Pierre Frogerais, filmproducer –  Franciaország
- James Quinn,  Egyesült Királyság
- Louise de Vilmorin, író –  Franciaország
- Maria Romero, újságíró –  Chile
- Otto Preminger, filmrendező –  Amerikai Egyesült Államok
- Roger Regent, újságíró –  Franciaország
- Szergej Vasziljev, filmrendező –  Szovjetunió

### Rövidfilmek
- A. Brousil, köztisztviselő –,  Csehszlovákia
- Francis Bolen, újságíró –  Belgium
- Henri Fabiani, filmrendező –  Franciaország
- Jean Perdrix, filmrendező –  Franciaország
- Paul Grimault, filmrendező –  Franciaország

## Versenyfilmek
- Afacerea Protar (Afacerea Protar)[2] – rendező: Haralambie Boros
- Chabab amraa – rendező: Salah Abouseif
- Cien – rendező: Jerzy Kawalerowicz
- Dalibor – rendező: Václav Krska
- El último perro – rendező: Lucas Demare
- Gli innamorati (Szerelmesek) – rendező: Mauro Bolognini
- Hanka – rendező: Slavko Vorkapic
- Ikimono no kiroku – rendező: Kuroszava Akira
- Il ferroviere (Hétköznapi tragédiák) – rendező: Pietro Germi
- Il tetto (A tető) – rendező: Vittorio De Sica
- I’ll Cry Tomorrow  – rendező: Daniel Mann
- Körhinta – rendező: Fábri Zoltán
- La escondida – rendező: Roberto Gavaldón
- Le monde du silence (A csend világa) – rendező: Jacques-Yves Cousteau és Louis Malle
- Le mystère Picasso (Picasso rejtélye) – rendező: Henri-Georges Clouzot
- Maborosi no uma – rendező: Sima Kodzsi
- Marie-Antoinette reine de France (Marie-Antoinette, Franciaország királynéja) – rendező: Jean Delannoy
- Mat – rendező: Mark Donszkoj
- Meeuwen sterven in de haven – rendező: Ivo Michiels, Rik Kuypers, Rolan Verhavert
- Mozart (Mozart) – rendező: Karl Hartl
- Ohello (Otelló) – rendező: Szergej Jutkevics
- Pather Panchali (Az út éneke) – rendező: Satyajit Ray
- Pedagogicseszkaja poema – rendező: Alekszej Maszljukov, Mecsislava Majevszkaja
- Seido no Kirisuto – rendező: Sibuja Minoru
- Seven Years in Tibet – rendező: Hans Nieter
- Shevgyachya Shenga – rendező: Shantaram Athavale
- Sob o Céu da Bahia – rendező: Ernesto Remani
- Sommarnattens leende (Egy nyári éj mosolya) – rendező: Ingmar Bergman
- Talpa – rendező: Alfredo B. Crevenna
- Tarde de toros – rendező: Ladislao Vajda
- The Harder They Fall (Annál súlyosabb a bukásuk…) – rendező: Mark Robson
- The Man in the Gray Flannel Suit (A szürke öltönyös férfi) – rendező: Nunnally Johnson
- The Man Who Knew Too Much (Az ember, aki túl sokat tudott) – rendező: Alfred Hitchcock
- The Man Who Never Was – rendező: Ronald Neame
- To Koritsi me ta mavra (To Koritsi me ta mavra) – rendező: Mihálisz Kakojánisz
- Tocska prva – rendező: Bojan Danovszki
- Toubib el affia – rendező: Henry Jacques
- Walk Into Paradise – rendező: Lee Robinson
- Yield to the Night – rendező: John Lee Thompson

## Rövidfilmek
- Aéroport de Luxembourg – rendező: Philippe Schneider
- André Modest Gretry – rendező: Lucien Deroisy
- Bwana kitoko – rendező: André Cauvin
- Cigánytánc – rendező: Banovich Tamás
- Crne vode – rendező: Rudolf Sremec
- En de zee was niet meer – rendező: Bert Haanstra
- Fudzsi va ikiteiru – rendező: Simomura Kendzsi
- Gateway To The Antartic – rendező: Duncan Carse
- Gerald Mc Boing On The Planet Moo – rendező: Robert Cannon
- Growing Coconuts – rendező: Fali Bilimoria
- Horisons nouveaux – rendező: Kurt Baum
- Karius og baktus – rendező: Ivo Caprino
- Kati és a vadmacska – rendező: Kollányi Ágoston
- Kacura rikju – rendező: Kuribajasi Minoru
- La corsa delle rocche – rendező: Gian Luigi Polidoro
- Le ballon rouge (A piros léggömb)[2] – rendező: Albert Lamorisse
- Les pêcheurs du cap – rendező: Errol Hinds
- Loutský Jirího Trnky – rendező: Bruno Sefranek
- Magdanas lurja (Magdanas lurja) – rendező: Rezo Chkheidze, Tengiz Abuladze
- Melodii festivalia – rendező: Ilja Kopalin, Jerzy Bossak, R. Grigorjev, Joszif Posselski
- Parabola d'oro – rendező: Vittorio De Sica
- Pictorul N. Grigorescu – rendező: Ion Bostan
- Portrait of Soutland – rendező: Peter Hunt
- Povest za Tirnovgrad – rendező: Jurij Arnaoudov
- Salut à la France – rendező: Ric Eyrich, Thomas L. Rowe
- Salzburger impressionen – rendező: Prof. Hanns Wagula
- Stvorení sveta (A világ teremtése) – rendező: Edouard Hofman
- Surubul lui Marinica (Surubul lui Marinica) – rendező: Ion Popescu-Gopo
- Svedocanstva o Tesli – rendező: Vladimir Pogacic
- Tant qu’il y aura des bêtes – rendező: Braissai
- Teatr Lalek – rendező: M. Ussorowski
- The Face of Lincoln – rendező: Edward Freed
- The Shepperd – rendező: Julian Biggs
- Together – rendező: Lorenza Mazetti
- Tovaris uhodit v more – rendező: Nyikita Kurikin
- Vand fra Eufrat – rendező: Theodor Christensen
- Wonders of Manhattan – rendező: Harry Foster

## Díjak

### Nagyjátékfilmek
- Arany Pálma: Le monde du silence (A csend világa)[2] – rendező: Jacques-Yves Cousteau és Louis Malle
- A zsűri különdíja: Le mystère Picasso (Picasso rejtélye) – rendező: Henri-Georges Clouzot
- Legjobb rendezés díja: Szergej Jutkevics – Othello (Otelló)
- Legjobb alakítás nemzetközi díja:[3] Susan Hayward – I'll Cry Tomorrow (Holnap sírni fogok)
- A költői humor díja: Sommarnattens leende (Egy nyári éj mosolya) – rendező: Ingmar Bergman
- A humánus dokumentum díja: Pather Panchali (Az út éneke) – rendező: Satyajit Ray
- Technikai nagydíj: Sob o Céu da Bahia – rendező: Ernesto Remani
- OCIC-díj: Il tetto (A tető) – rendező: Vittorio De Sica

### Rövidfilmek
- Arany Pálma (rövidfilm): Le ballon rouge (A piros léggömb) – rendező: Albert Lamorisse
- Legjobb dokumentumfilm (rövidfilm):
  - André Modest Gretry – rendező: Lucien Deroisy
  - La corsa delle rocche – rendező: Gian Luigi Polidoro
- Legjobb fikciós film (rövidfilm): Magdanas lurja (Magdanas lurja) – rendező: Rezo Chkheidze, Tengiz Abuladze
- Külön dicséret (rövidfilm): Loutský Jíriho Trnky – rendező: Bruno Sefranek
- Dicséret kutatófilmnek (rövidfilm):
  - Together – rendező: Lorenza Mazetti
  - Tant qu’il y aura des bêtes – rendező: Braissai
- Technikai nagydíj:
  - Crne vode – rendező: Rudolf Sremec
  - Tovaris uhodit v more – rendező: Nyikita Kurikin